# Fernando Germani
Pour les articles homonymes, voir Germani.
Œuvres principales
- Toccata op. 12 (1937)

Répertoire
- Intégrale de l’œuvre d’orgue de J. S. Bach

Fernando Germani, né à Rome le 5 avril 1906, mort à Rome le 10 juin 1998, est un organiste, compositeur et pédagogue italien.

## Biographie
Enfant prodige – il joua du piano et du violon à 4 ans en public – il entre à l'Académie Santa-Cecilia de Rome à 8 ans où il étudie le piano avec Marco Enrico Bossi puis Bajardi, la théorie musicale avec Dobici et la composition avec Respighi qui l’incite à se tourner vers l’orgue qu’il travaille avec Raffaele Manari.
En 1921, alors qu'il n’a que 15 ans, il est nommé organiste de l’orchestre de l’Augusteo et commence sa carrière de virtuose. À 21 ans, il donne son premier récital aux États-Unis. De 1931 à 1933, Il dirige le département des études en orgue au Curtis Institute de Philadelphie (États-Unis).
Il est nommé professeur à l'Académie Santa-Cecilia de Rome en 1934 et y enseigne jusqu'en 1976. De 1939 à 1972, il enseigne aussi à la très prestigieuse Accademia Musicale Chigiana à Sienne. Sa réputation lui attire des élèves de partout, comme René Saorgin, Helmuth Rilling, Hvalimira Bledšnajder et Odile Pierre.
Sa mémoire phénoménale et sa virtuosité sans failles en font un concertiste très demandé. À partir de 1932, excepté durant la guerre, il se rend fréquemment en Angleterre pour jouer et enregistrer des disques. Il devient membre de l’Organ Music Society à St. Alban en 1936.
En 1945, il donne la première intégrale de l’œuvre d’orgue de J. S. Bach en Italie, à l’orgue Tamburini (1935) de Sant'Ignazio di Loyola à Rome. Durant les années suivantes, il renouvelle sept fois cet exploit à la basilique Sainte-Marie d'Aracœli.
En 1948, il est nommé organiste principal à la basilique Saint-Pierre de Rome, sous le règne de Pie XII, poste qu’il tient jusqu’en 1959.
Après la guerre, Germani enrichit son énorme répertoire des œuvres de Reger et de Franck.
Ses archives sont conservées à la Fernando Germani Society à Reykjavik, en Islande.

## Honneurs
Fernando Germani a reçu plusieurs décorations tout au long de sa carrière, particulièrement le Prix Spécial de la Culture du Gouvernement italien en 1997.

## Compositions et publications
- Toccata op. 12 pour orgue, Edizioni De Santis, Rome (1937).
- Un concerto en do mineur pour orgue et orchestre (perdu).
- Metodo per organo (Méthode d’orgue) en 4 vol., Edizioni De Santis, Rome (1942-52).
- Une édition des œuvres de clavier (Fiori musicali & Toccate) de Frescobaldi (1936).
- Guida illustrativa alle composizioni per organo di J. S. Bach (1949), notes écrites par Fernando Germani pour son intégrale Bach.

N. B. La fameuse Cantata per Venezia est de son fils, Fabio Germani, compositeur.

## Sources et références
- Alain Pâris, Dictionnaire des Interprètes, Paris, Robert Laffont, 1995.
- Felix Aprahamian and Paul Hale. "Germani, Fernando." Grove Music Online. Oxford Music Online. 5 Jul. 2011.
- (it) Fernando Germani : hommage de Federico Borsari.
- Discographie établie par Alain Cartayrade sur France Orgue.